# Paretův princip

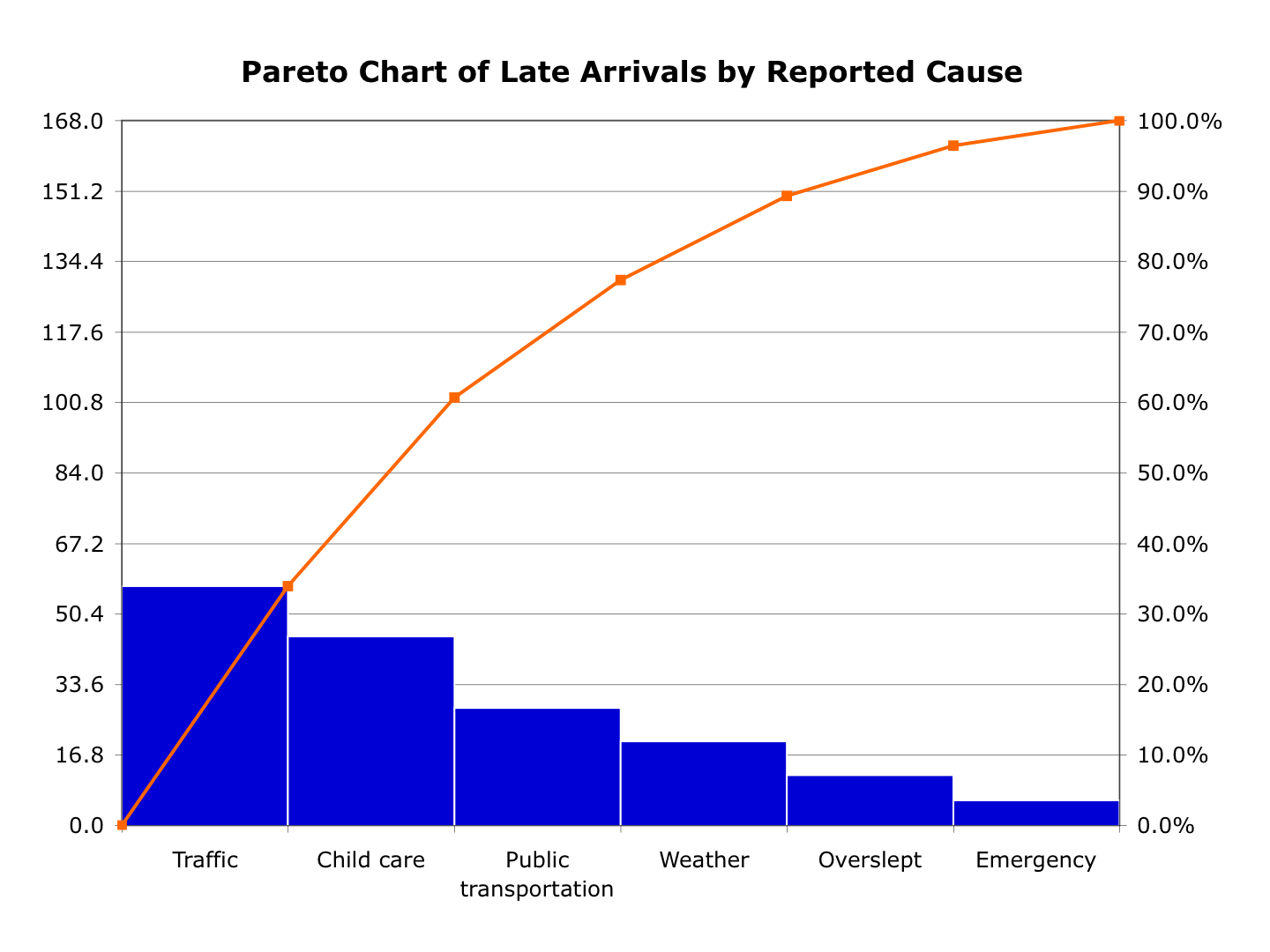
Příklad Paretovy analýzy:
Modré sloupce představují různé příčiny (Traffic, Child care…) a jsou seřazeny zleva doprava od nejčetnějších po nejméně se vyskytující. Levá osa ukazuje četnost výskytu jednotlivých příčin. Oranžová křivka (někdy označována jako Lorenzova křivka) představuje kumulovaný součet výskytů jednotlivých příčin. Pravá osa ukazuje pravděpodobnost; kumulovaný součet z hodnoty 0 % postupně nabývá hodnoty 100 %. Zhodnocení výsledného grafu záleží na divákovi - lze například prohlásit, že poslední tři příčiny lze zanedbat, neboť se vyskytují přibližně v pouhých 20 % případů.

Paretův princip nebo Paretovo pravidlo nebo též pravidlo 80/20 bylo formulováno na základě pozorování italským ekonomem Vilfredem Paretem. Podle Pareta pramení 80 % důsledků z 20 % příčin. Například 80 % zisku pochází jen z 20 % produktů. Příklady Paretova principu lze vysledovat v různých oblastech života a lidské činnosti (například v ekonomii, kvalitě výroby, životní každodennosti aj.).
Pareto vyvinul tento princip tak, že zjistil, že v jeho zahradě se asi ze 20 % lusků získá 80 % hrachu. Podle Pareta také přibližně 80 % pozemků v Itálii vlastní 20 % obyvatelstva. Je to běžné pravidlo zejména v podnikání, například 80 % prodeje (tržeb) pochází od 20 % klientů, byť toto některé zdroje na základě statistických analýz zpochybňují.
V praxi bývá snahou odhalit ono malé spektrum příčin, které tak významně ovlivňuje celkový výsledek. Tento proces hledání se nazývá Paretova analýza.